# Ayşen Gruda

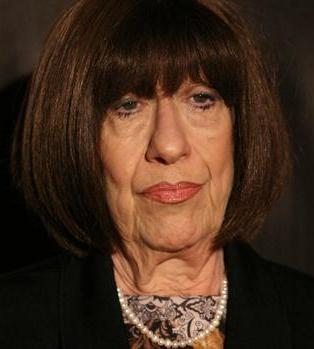
Ayşen Gruda (2017)

Ayşen Gruda, Geburtsname Ayşen Erman (* 22. August 1944 in Yeşilköy, Istanbul; † 23. Januar 2019 in Kağıthane, Istanbul), war eine türkische Schauspielerin und Komikerin.

## Leben
Nach dem Tod ihres Vaters brach sie das Gymnasium ab und begann zu arbeiten. Sie trat in vielen verschiedenen Musicals und später auch in Sketchen im Fernsehen auf. Ihre bekanntesten Rollen bekleidete sie in Filmen wie der Hababam Sınıfı-Reihe, Tosun Paşa oder auch Bizim Aile.
Ayşen Grudas Schwestern, Ayben Erman (* 1949) und Ayten Erman (1935–2022), wurden ebenfalls als Schauspielerinnen bekannt. Sie hatte noch einen Bruder, Aypak Erman († 2002). Gruda heiratete 1965 den Theaterschauspieler Yılmaz Gruda (1930–2023), mit dem sie auch eine Tochter namens Elvan Gruda  (1968–2023) bekam; die Ehe wurde später geschieden.